# Песчанка (Новгород-Северский район)
Песчанка (укр. Піщанка) — бывшее село в Новгород-Северском районе Черниговской области Украины. Село было подчинено Ковпинскому сельсовету.

## История
Село основано в начале 20 века.
По состоянию на 1988 год население — 60 человек, на 01.12.2008 года — 0 человек. Решением Черниговского областного совета от 10.04.2009  года село снято с учёта.

## География
Было расположено на одном из истоков реки Пятна — непосредственно севернее села Роща. 